# ГЕС Storfinnforsen
ГЕС Storfinnforsen — гідроелектростанція у центральній частині Швеції. Розташована між ГЕС Lövön (вище по течії) та ГЕС Ramsele, входить до складу каскаду на річці Факсельвен, правій притоці Онгерманельвен, яка впадає в Ботнічну затоку Балтійського моря за півтори сотні кілометрів на південний захід від Умео.
Для роботи станції долину річки перекрили бетонною контрфорсною греблею висотою 40 метрів та довжиною 900 метрів, доповненою земляною спорудою висотою 25 метрів та довжиною 300 метрів.
Споруджений у лівобережному масиві підземний машинний зал обладнали трьома турбінами типу Френсіс загальною потужністю 112 МВт, які при напорі 49,5 метра забезпечували виробництво 460 млн кВт·год електроенергії на рік. Станом на середину 2010-х років потужність станції підняли до 120 МВт, а річне виробництво до 536 млн кВт·год.
На станції реалізовано поширений у скандинавських країнах тип деривації, котрий дозволяє максимізувати використання падіння річки на ділянці порогів. Хоча машинний зал розташований прямо біля греблі, проте відпрацьована вода перед поверненням у Факсельвен прямує паралельно до неї по відвідному тунелю довжиною 0,35 км, який переходить у відкритий канал завдовжки 0,25 км.